# Anisodes rufulata
Anisodes rufulata är en fjärilsart som beskrevs av W. Warren 1904. Anisodes rufulata ingår i släktet Anisodes och familjen mätare. Inga underarter finns listade i Catalogue of Life.